# The Boys (Fernsehserie)/Episodenliste
Diese Episodenliste enthält alle Episoden der US-amerikanischen Fernsehserie The Boys in der Reihenfolge ihrer Erstveröffentlichung. Seit 2019 entstanden 4 Staffeln mit 32 Episoden und „Butcher: Ein Kurzfilm“. Die Erstveröffentlichung erfolgte weltweit durch Prime Video am 25. beziehungsweise 26. Juli 2019.

## Übersicht
| Staffel | Episodenanzahl | Erstveröffentlichung USA | Erstveröffentlichung USA | Deutschsprachige Erstveröffentlichung | Deutschsprachige Erstveröffentlichung |
| Staffel | Episodenanzahl | Staffelpremiere          | Staffelfinale            | Staffelpremiere                       | Staffelfinale                         |
| ------- | -------------- | ------------------------ | ------------------------ | ------------------------------------- | ------------------------------------- |
| 1       | 8              | 25. Juli 2019            | 25. Juli 2019            | 26. Juli 2019                         | 26. Juli 2019                         |
| 2       | 8              | 3. September 2020        | 8. Oktober 2020          | 4. September 2020                     | 9. Oktober 2020                       |
| 3       | 8              | 2. Juni 2022             | 7. Juli 2022             | 3. Juni 2022                          | 8. Juli 2022                          |
| 4       | 8              | 13. Juni 2024            | 18. Juli 2024            | 13. Juni 2024                         | 18. Juli 2024                         |

## Staffel 1
| Nr. (ges.) | Nr. (St.) | Deutscher Titel                  | Originaltitel                 | Erstveröffentlichung USA | Deutschsprachige Erstveröffentlichung (D/A/CH) | Regie            | Drehbuch                                   |
| ---------- | --------- | -------------------------------- | ----------------------------- | ------------------------ | ---------------------------------------------- | ---------------- | ------------------------------------------ |
| 1          | 1         | Aller Anfang ist schwer…         | The Name of the Game          | 25. Juli 2019            | 26. Juli 2019                                  | Dan Trachtenberg | Eric Kripke                                |
| 2          | 2         | Cherry                           | Cherry                        | 25. Juli 2019            | 26. Juli 2019                                  | Matt Shakman     | Eric Kripke                                |
| 3          | 3         | Um jeden Preis                   | Get Some                      | 25. Juli 2019            | 26. Juli 2019                                  | Philip Sgriccia  | George Mastras                             |
| 4          | 4         | Das Weibchen der Spezies         | The Female of the Species     | 25. Juli 2019            | 26. Juli 2019                                  | Fred Toye        | Anne Cofell Saunders                       |
| 5          | 5         | Gut für die Seele                | Good for the Soul             | 25. Juli 2019            | 26. Juli 2019                                  | Stefan Schwartz  | Anne Cofell Saunders                       |
| 6          | 6         | Die Unschuldigen                 | The Innocents                 | 25. Juli 2019            | 26. Juli 2019                                  | Jennifer Phang   | Rebecca Sonnenshine                        |
| 7          | 7         | Die Selbsterhaltungsgesellschaft | The Self-Preservation Society | 25. Juli 2019            | 26. Juli 2019                                  | Dan Attias       | Craig Rosenberg & Ellie Monahan            |
| 8          | 8         | Du hast mich gefunden            | You Found Me                  | 25. Juli 2019            | 26. Juli 2019                                  | Eric Kripke      | Anne Cofell Saunders & Rebecca Sonnenshine |

## Staffel 2
| Nr. (ges.) | Nr. (St.) | Deutscher Titel                                       | Originaltitel                                   | Erstveröffentlichung USA | Deutschsprachige Erstveröffentlichung (D/A/CH) | Regie           | Drehbuch            |
| ---------- | --------- | ----------------------------------------------------- | ----------------------------------------------- | ------------------------ | ---------------------------------------------- | --------------- | ------------------- |
| 9          | 1         | Daddy ist wieder zu Haus                              | The Big Ride                                    | 3. Sep. 2020             | 4. Sep. 2020                                   | Phil Sgriccia   | Eric Kripke         |
| 10         | 2         | Ordentliche Vorbereitung und Planung                  | Proper Preparation and Planning                 | 3. Sep. 2020             | 4. Sep. 2020                                   | Liz Friedlander | Rebecca Sonnenshine |
| 11         | 3         | Über den Hügel mit den Schwertern von tausend Männern | Over the Hill with the Swords of a Thousand Men | 3. Sep. 2020             | 4. Sep. 2020                                   | Steve Boyum     | Craig Rosenberg     |
| 12         | 4         | Es gibt nichts Vergleichbares auf der Welt            | Nothing Like It in the World                    | 10. Sep. 2020            | 11. Sep. 2020                                  | Fred Toye       | Michael Saltzman    |
| 13         | 5         | Wir müssen jetzt los                                  | We Gotta Go Now                                 | 17. Sep. 2020            | 18. Sep. 2020                                  | Batan Silva     | Ellie Monahan       |
| 14         | 6         | Reif für die Klapse                                   | The Bloody Doors Off                            | 24. Sep. 2020            | 25. Sep. 2020                                  | Sarah Boyd      | Anslem Richardson   |
| 15         | 7         | Butcher, Kutscher, Dauerlutscher                      | Butcher, Baker, Candlestick Maker               | 1. Okt. 2020             | 2. Okt. 2020                                   | Stefan Schwartz | Craig Rosenberg     |
| 16         | 8         | Was ich weiß                                          | What I Know                                     | 8. Okt. 2020             | 9. Okt. 2020                                   | Alex Graves     | Rebecca Sonnenshine |

### Kurzfilm
Der Kurzfilm wurde am 11. September 2020 nur im Originalton mit Untertiteln erstveröffentlicht, in manchen Regionen bereits am 10. September 2020. Gedreht wurde er ursprünglich als Teil der zweiten Episode der zweiten Staffel.
| Nr. | Deutscher Titel       | Originaltitel         | Regie           | Drehbuch            |
| --- | --------------------- | --------------------- | --------------- | ------------------- |
| 1   | Butcher: Ein Kurzfilm | Butcher: A Short Film | Liz Friedlander | Rebecca Sonnenshine |

## Staffel 3
| Nr. (ges.) | Nr. (St.) | Deutscher Titel                              | Originaltitel                               | Erstveröffentlichung USA | Deutschsprachige Erstveröffentlichung (D/A/CH) | Regie           | Drehbuch                       |
| ---------- | --------- | -------------------------------------------- | ------------------------------------------- | ------------------------ | ---------------------------------------------- | --------------- | ------------------------------ |
| 17         | 1         | Payback                                      | Payback                                     | 2. Juni 2022             | 3. Juni 2022                                   | Philip Sgriccia | Craig Rosenberg                |
| 18         | 2         | Schimpansen weinen nicht                     | The Only Man In The Sky                     | 2. Juni 2022             | 3. Juni 2022                                   | Philip Sgriccia | David Reed                     |
| 19         | 3         | Oh mein Gott, sie haben Soldier Boy getötet! | Barbary Coast                               | 2. Juni 2022             | 3. Juni 2022                                   | Julian Holmes   | Anslem Richardson & Geoff Aull |
| 20         | 4         | Russen, Hamster, Superhelden                 | Glorious Five Year Plan                     | 9. Juni 2022             | 10. Juni 2022                                  | Julian Holmes   | Meredith Glynn                 |
| 21         | 5         | Der Feind meines Feindes                     | The Last Time To Look On This World Of Lies | 16. Juni 2022            | 17. Juni 2022                                  | Nelson Cragg    | Ellie Monahan                  |
| 22         | 6         | Herogasm                                     | Herogasm                                    | 23. Juni 2022            | 24. Juni 2022                                  | Nelson Cragg    | Jessica Chou                   |
| 23         | 7         | Starlight im Shitstorm                       | Here Comes a Candle to Light You to Bed     | 30. Juni 2022            | 1. Juli 2022                                   | Sarah Boyd      | Paul Grellong                  |
| 24         | 8         | Ich bin von deinem Blut!                     | The Instant White-Hot Wild                  | 7. Juli 2022             | 8. Juli 2022                                   | Sarah Boyd      | Logan Ritchey & David Reed     |

## Staffel 4
Die vierte Staffel von The Boys spielt zeitlich nach der ersten Staffel von Gen V, einer Spin-Off-Serie zu The Boys. Es gibt Verweise und Gastauftritte aus Gen V.
| Nr. (ges.) | Nr. (St.) | Deutscher Titel                     | Originaltitel                                          | Erstveröffentlichung USA | Deutschsprachige Erstveröffentlichung (D/A/CH) | Regie             | Drehbuch                  |
| ---------- | --------- | ----------------------------------- | ------------------------------------------------------ | ------------------------ | ---------------------------------------------- | ----------------- | ------------------------- |
| 25         | 1         | Die Abteilung für schmutzige Tricks | Department of Dirty Tricks                             | 13. Juni 2024            | 13. Juni 2024                                  | Phil Sgriccia     | David Reed                |
| 26         | 2         | Unter Patrioten                     | Life Among the Septics                                 | 13. Juni 2024            | 13. Juni 2024                                  | Karen Gaviola     | Jessica Chou              |
| 27         | 3         | Vought On Ice                       | We’ll Keep the Red Flag Flying Here                    | 13. Juni 2024            | 13. Juni 2024                                  | Fred Toye         | Ellie Monahan             |
| 28         | 4         | Mit der Weisheit des Alters         | Wisdom of the Ages                                     | 20. Juni 2024            | 20. Juni 2024                                  | Phil Sgriccia     | Geoff Aull                |
| 29         | 5         | Die Gefahren des Landlebens         | Beware the Jabberwock, My Son                          | 27. Juni 2024            | 27. Juni 2024                                  | Shana Stein       | Judalina Neira            |
| 30         | 6         | Schmutzige Geschäfte                | Dirty Business                                         | 4. Juli 2024             | 4. Juli 2024                                   | Karen Gaviola     | Anslem Richardson         |
| 31         | 7         | Das Leck                            | The Insider                                            | 11. Juli 2024            | 11. Juli 2024                                  | Catriona McKenzie | Paul Grellong             |
| 32         | 8         | Staffel-4-Finale                    | Assassination Run (Originaltitel) Season Four Finale A | 18. Juli 2024            | 18. Juli 2024                                  | Eric Kripke       | Jessica Chou & David Reed |